# Metamateriał

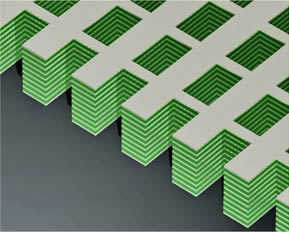
Metamateriał w postaci sieci z otworami o wielkości kilkuset nanometrów pozwala załamywać i odwracać kierunek światła widzialnego w dowolny zaplanowany przez konstruktorów sposób.

Metamateriał (z gr. μετά meta – ponad, poza) – materiał, którego własności zależą od jego struktury w skali większej niż cząsteczkowa, a nie jedynie od struktury cząsteczkowej. Terminem tym w szczególności określa się materiały o własnościach nie występujących w naturalnie powstających materiałach, na przykład tzw. materiały lewoskrętne. Mają one szczególne znaczenie w optyce i fotonice, gdzie ich własności umożliwiają wytwarzanie nieklasycznych typów soczewek, anten, modulatorów i filtrów.
Aby wpływać na falę elektromagnetyczną, metamateriał musi zawierać struktury o wielkości porównywalnej z długością tej fali. Aby był dla tej fali jednorodny i wpływ na falę można było opisać za pomocą współczynnika załamania, struktury te muszą być znacznie mniejsze od długości fali. Dla światła widzialnego (o długościach fali rzędu 400-700 nm) używa się metamateriałów o strukturach wewnętrznych rozmiaru rzędu 250 nm. Dla mikrofal używa się struktur o rozmiarach centymetrów. Przykładem metamateriału dla światła widzialnego jest opal, w którym małe kulki krystobalitu wywołują charakterystyczną grę barw. Metamateriały dla mikrofal są wytwarzane sztucznie z drucianych pętli i kratownic o odpowiedniej indukcyjności i pojemności elektrycznej. Materiały w których warstwy o różnych współczynnikach załamania są rozmieszczone okresowo nazywa się kryształami fotonicznymi.

## Wytwarzanie i zastosowanie
Unikalne własności metamateriałów zostały zweryfikowane przez Caloza (2001). Pierwsze lewoskrętne materiały były jednak niepraktyczne z powodu dużego rozpraszania i wpływu na bardzo wąski zakres częstotliwości.
W 2004 roku zademonstrowano pierwsze supersoczewki dla mikrofal, zbudowane z materiałów o ujemnym współczynniku załamania. Pozwalały one uzyskać rozdzielczość trzykrotnie mniejszą od długości fali. W kwietniu 2005 przy pomocy innej metody (opartej na powierzchniowych plazmonach) skonstruowano analogiczne supersoczewki dla światła widzialnego.
W 2006 roku opisano jak za pomocą metamateriałów można uzyskać optyczną niewidzialność. Przy pomocy odpowiednich metamateriałów fala elektromagnetyczna może zostać zakrzywiana tak żeby ominąć otaczany obiekt i wrócić na dotychczasowy tor. Układ taki zrealizowano dla mikrofal. W 2007 roku zaprezentowano materiał o ujemnym współczynniku załamania dla światła widzialnego. Do 2008 roku wszystkie tego typu struktury działały jedynie dla jednej, wybranej częstotliwości fal elektromagentycznych. W 2009 roku zaprezentowano pierwszą strukturę, która umożliwia ukrycie obiektu przed szerokim zakresem częstotliwości.

## Ujemny współczynnik załamania

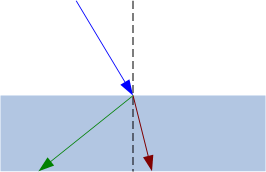
Porównanie załamania padającego promienia (niebieski) w zwykłym materiale (czerwony) i w lewoskrętnym metamateriale (zielony).

Najsłynniejszą klasą metamateriałów są materiały o ujemnym współczynniku załamania. Praktycznie wszystkie przezroczyste materiały mają dodatnie wartości zarówno przenikalności elektrycznej {\displaystyle \varepsilon ,} jak i magnetycznej {\displaystyle \mu .} Wiele metali (np. srebro i złoto) ma ujemną wartość {\displaystyle \varepsilon } dla światła widzialnego. Materiały dla których jedna z wartości {\displaystyle \varepsilon } lub {\displaystyle \mu } jest ujemna są nieprzejrzyste i mają metaliczny połysk (tworzony przez powierzchniowe plazmony).
Choć wartości {\displaystyle \varepsilon } i {\displaystyle \mu } opisują w pełni optyczne właściwości materiału, w praktyce używa się tylko jednego parametru: współczynnika załamania {\displaystyle N=\pm {\sqrt {\varepsilon \mu }}.} Ponieważ {\displaystyle \varepsilon } i {\displaystyle \mu } są zwykle dodatnie, przyjmuje się, że {\displaystyle N} również jest dodatnie.
Specjalnie zaprojektowane metamateriały mogą mieć obie wartości {\displaystyle \varepsilon } i {\displaystyle \mu } ujemne. W takiej sytuacji wartość {\displaystyle N} uznaje się za ujemną. Rosyjski fizyk Wiktor Wiesiełago pokazał, że takie materiały są przejrzyste. Mają one specyficzne własności:
- załamują światło zgodnie z prawem Snelliusa {\displaystyle (N_{1}\sin \theta _{1}=N_{2}\sin \theta _{2})} dla negatywnej wartości refrakcji, czyli kąt załamania ma ujemną wartość (patrz diagram),
- efekt Dopplera jest odwrócony (światło ze źródła poruszającego się w kierunku obserwatora ma obniżoną częstotliwość),
- promieniowanie Czerenkowa jest wysyłane w przeciwną stronę niż poruszający się obiekt,
- prędkość grupowa fali ma zwrot przeciwny do prędkości fazowej,
- światło ma tym większą długość fali im wyższą częstotliwość (odwrotnie niż w zwykłych materiałach).

## Modele teoretyczne
Możliwość istnienia materiałów lewoskrętnych przewidział jako pierwszy Wiesiełago w 1968 roku. W praktyce udało się je wytworzyć dopiero na przełomie XX i XXI wieku. John Pendry pokazał metodę uzyskiwania ujemnej przenikalności elektrycznej przez ułożenie przewodów wzdłuż kierunku rozchodzenia się fali i ujemnej przenikalności magnetycznej przez ułożenie przewodów w otwarte pierścienie (w kształcie litery ‘C’) prostopadłe do kierunku rozchodzenia się fali. Struktura złożona z okresowo ułożonych przewodów i pierścieni pozwoliła uzyskać ujemny współczynnik załamania dla mikrofal.
Działanie tej struktury można opisać przez następującą analogię: zwykłe materiały są zrobione z atomów będących dipolami. Pochłaniając i emitując falę elektromagnetyczną, sprawiają, że jej faktyczna prędkość w ośrodku zmienia się o czynnik n (współczynnik załamania). Pierścienie i przewody odgrywają podobną rolę: przewody działają jak ferroelektryczne atomy, pierścienie jak cewki, a przerwy w pierścieniach jak kondensatory. Każdy pierścień działa jak obwód rezonansowy, generujący pole magnetyczne prostopadłe do pola magnetycznego fali. Efektem jest ujemna przenikalność magnetyczna i w efekcie ujemny współczynnik załamania.